# Mark Donaldson (rugby à XV)
Pour les articles homonymes, voir Donaldson.
Pas d'image ? Cliquez ici

a Compétitions nationales et continentales officielles uniquement.

b Matchs officiels uniquement.
Dernière mise à jour le 19 décembre 2021.
Mark William Donaldson, né le 6 novembre 1955 à Palmerston North, est un ancien joueur de rugby à XV néo-zélandais qui a joué 35 fois (dont 13 tests matchs) pour les All-Blacks de 1977 à 1981. C’était un demi de mêlée, de 1,75 m et 76 kg. 

## Biographie
Après avoir joué pour Hawke's Bay en 1975, Donaldson, surnommé Bullet, a fait partie de l'équipe de la province de Manawatu dès 1976. Sur le plan national, il a joué tout d’abord avec les Barbarians en Australie et joua ensuite les cinq matchs, dont deux tests matchs, avec les All-Blacks lors de leur tournée en France en 1977. Il poursuivit sa série de sélections et de succès avec les Blacks en 1978 avec des victoires contre l'équipe d'Australie et les équipes de Grande-Bretagne, à l’exception du pays de Galles qu’il n’a pu affronter pour cause de blessure. Donaldson a joué en Afrique du Sud en mars 1979 avec un XV mondial, puis avec les Blacks contre la France (une victoire et une défaite), l'Australie et l'Écosse. Il perdit ensuite la place de titulaire au profit de Dave Loveridge. Il disputé son dernier test match contre les Springboks d'Afrique du Sud en 1981 et une victoire historique à Auckland (25-22). Il était entré en cours de match pour remplacer Loveridge qui était blessé. Il a continué à jouer pour Manawatu jusqu’en 1983, tenta de revenir en 1985 puis arrêta définitivement la compétition après une nouvelle blessure.

## Palmarès
- Nombre de tests avec les Blacks :  13
- Autres matchs avec les Blacks : 22
- Nombre total de matchs avec les Blacks : 35
- Première cape : 26 octobre 1977
- Dernière cape : 12 septembre 1981
- Matchs avec les Blacks par année : 5 en 1977, 12 en 1978, 11 en 1979, 6 en 1980 et1 en 1981